# بوزل
بوزل (به آلمانی: Bösel) یک شهر در آلمان است که در Cloppenburg واقع شده‌است. بوزل ۷٬۵۶۲ نفر جمعیت دارد.